# Люмп, Жорж
Жорж Люмп (фр. Georges Lumpp; 18 сентября 1874, La Guiche — 1934, неизвестно) — французский гребец, серебряный призёр летних Олимпийских игр 1900.
Люмп входил на Играх в состав второй французской команды четвёрок, которая не смогла пройти в финал по основной квалификации, однако его команда, и ещё две сборные устроили свой финальный заплыв, который признаётся МОКом. Люмп в том финале занял второе место.